# Stettlen
Stettlen es una comuna suiza del cantón de Berna, situada en el distrito administrativo de Berna-Mittelland. Limita al norte con la comuna de Bolligen, al este y sur con Vechigen, y al oeste con Muri bei Bern y Ostermundigen.
Hasta el 31 de diciembre de 2009 situada en el distrito de Berna.